# Zbigniew Kmieć
Zbigniew Kmieć (ur. 1952) – polski histolog, dr hab. nauk medycznych, profesor Katedry i Zakładu Histologii Wydziału Lekarskiego Gdańskiego Uniwersytetu Medycznego oraz Katedry Histologii i Embriologii Człowieka Wydziału Lekarskiego Uniwersytetu Warmińsko-Mazurskiego w Olsztynie.

## Życiorys
Obronił pracę doktorską, 24 kwietnia 1995 habilitował się na podstawie pracy zatytułowanej Cytoprotekcyjny wpływ metylokarbacykliny oraz prostaglandyny E1 na poddane działaniu galaktozaminy izolowane hepatocyty młodych i starych szczurów. 17 listopada 2003 nadano mu tytuł profesora w zakresie nauk medycznych. Został zatrudniony na stanowisku profesora zwyczajnego w Katedrze i Zakładzie Histologii na Wydziale Lekarskim z Oddziałem Stomatologicznym Gdańskiego Uniwersytetu Medycznego oraz w Katedrze Histologii i Embriologii Człowieka na Wydziale Nauk Medycznych Uniwersytetu Warmińsko-Mazurskiego w Olsztynie.
Jest profesorem i kierownikiem w Katedrze i Zakładzie Histologii na Wydziale Lekarskim Gdańskiego Uniwersytetu Medycznego oraz w Katedrze Histologii i Embriologii Człowieka na Wydziale Lekarskim Uniwersytetu Warmińsko-Mazurskiego w Olsztynie.
Był prezesem i wiceprezesem Polskiego Towarzystwa Histochemików i Cytochemików.

## Odznaczenia
- Złoty Krzyż Zasługi (2005)[6]
- Krzyż Kawalerski Orderu Odrodzenia Polski (2012)[7]
- Krzyż Oficerski Orderu Odrodzenia Polski (2020)[8]